# Bioeffektor
Als Bioeffektoren werden lebende Mikroorganismen sowie Wirkstoffe aus Pflanzen, Pflanzenrückständen und Abfällen bezeichnet, die das Wachstum, die Nährstoffaneignung und die Widerstandskraft von Kulturpflanzen gegenüber Pflanzenkrankheiten und Stressfaktoren fördern.

## Wirkungsbereiche
Bioeffektoren sollen die Vitalität von Nutzpflanzen und damit deren Widerstandskraft gegen Krankheiten erhöhen, die Nährstoffausnutzung mineralischer Dünger verbessern und die im Boden gebundenen Nährstoffe den Nutzpflanzen leichter zugänglich machen. Dadurch soll der Einsatz von Agrochemikalien vermindert und eine nachhaltige und umweltfreundliche landwirtschaftliche Produktion entwickelt werden.
Entsprechend der Hauptwirkung werden unterschieden:
- Biopflanzenschutzmittel,
- Biodünger
- Biostimulanzien

## Erforschung

### Forschungsgeschichte
Die Untersuchung von Bioeffektoren und deren Wirkung auf die Verwertung von Düngemitteln sowie die Nutzbarmachung von im Boden festgelegten Pflanzennährstoffen reicht am Institut für Pflanzenernährung der Universität Hohenheim bis in die 1990er Jahre zurück und ist in den Veröffentlichungen von Horst Marschner, Volker Römheld, Torsten Müller, Nicolaus von Wirén, Uwe Ludewig, Günter Neumann, Markus Weinmann und Mitarbeitern niedergelegt. Udo Glanz hat für die Ausbildung und das Training von Schülern und Studenten ein entsprechenden Massive Open Online Course (MOOC) entwickelt.

### Internationales Forschungsprojekt
Die Europäische Union fördert im siebten Forschungsrahmenprogramm unter dem Projektnamen Biofector ein entsprechendes Forschungsprogramm europäischer und außereuropäischer Forschungseinrichtungen, die durch Wissenschaftler der Universität Hohenheim unter Leitung von Günter Neumann (Institut für Kulturpflanzenwissenschaften) koordiniert werden.
Forschungspartner in diesem Forschungsprojekt sind:
- Universität Hohenheim mit Enno Bahrs, Ellen Kandeler, Uwe Ludewig, Torsten Müller, Markus Weinmann
- Tschechische Agraruniversität Prag, Tschechien (Jiří Balík, Pavel Tlustoš)
- Landwirtschaftliche und Veterinärmedizinische Universität des Banat Rumänien, (Karl Fritz Lauer, Ciprian George Fora)
- Szent István Universität, Ungarn, Borbala Biro
- Julius Kühn-Institut Deutschland, Kornelia Smalla
- Universität Wageningen Niederlande, Leonard van Overbeek
- Universität Neapel Federico II Italien, Alessandro Piccolo
- Universität Kopenhagen Dänemark, Andreas de Neergaard
- Hochschule Anhalt Deutschland, Jörg Geistlinger
- Forschungsinstitut für biologischen Landbau Schweiz, Paul Mäder
- Agrar-Forschungsorganisation der Staatsregierung (ARO), Israel[7]
- Forschungsinstitut für Nahrungsmittel und Biowissenschaften (AFBI), Nord-Irland[8]

### Ergebnisse und Beratung
Die Ergebnisse der Untersuchungen werden u. a. von den Mitgliedern des Arbeitskreises Biostimulanzien in der Agrikultur bewertet und der Praxis sowie den zuständigen Organen der EU für die Gesetzgebungs- und Zulassungsverfahren zur Verfügung gestellt.